# Joe Rogers
Joseph Bernard „Joe“ Rogers (* 8. Juli 1964 in Omaha, Nebraska; † 7. Oktober 2013 in Denver, Colorado) war ein US-amerikanischer Politiker. Zwischen 1999 und 2003 war er Vizegouverneur des Bundesstaates Colorado.

## Werdegang
Noch in seiner Jugend zog Joe Rogers mit seiner Mutter nach Colorado, wo er an der Colorado State University studierte. Nach einem anschließenden Jurastudium an der Arizona State University und seiner Zulassung als Rechtsanwalt begann er in diesem Beruf zu arbeiten. Gleichzeitig schlug er als Mitglied der Republikanischen Partei eine politische Laufbahn ein. Im Jahr 1996 kandidierte er für den Kongress, unterlag aber der Demokratin Diana DeGette.
1998 wurde Rogers an der Seite von Bill Owens zum Vizegouverneur des Staates Colorado gewählt. Dieses Amt bekleidete er zwischen 1999 und 2003. Dabei war er Stellvertreter des Gouverneurs. Persönliche und politische Meinungsverschiedenheiten mit Owens führten im Jahr 2002 zu seinem Verzicht auf eine weitere Kandidatur. Stattdessen trat er erfolglos in den republikanischen Vorwahlen für das US-Repräsentantenhaus an. Joe Rogers starb am 7. Oktober 2013 in Denver.